# Руб'єлос-де-ла-Серіда
Руб'єлос-де-ла-Серіда (ісп. Rubielos de la Cérida) — муніципалітет в Іспанії, у складі автономної спільноти Арагон, у провінції Теруель. Населення — 45 осіб (2010).
Муніципалітет розташований на відстані близько 210 км на схід від Мадрида, 48 км на північ від міста Теруель.

## Демографія
Динаміка населення (INE ):